# Skrajna Sieczkowa Turnia
Der Vordere Sieczka-Turm (polnisch Skrajna Sieczkowa Turnia) sind ein Berg in der polnischen Hohen Tatra mit 2220 Metern im Massiv des Sieczkowe Turnie. Auf dem Gipfel verläuft die Grenze zwischen den Gemeinden Zakopane im Westen und Bukowina Tatrzańska, konkret den Ortsteil Brzegi, in der Woiwodschaft Kleinpolen im Landkreis Powiat Tatrzański.

## Lage und Umgebung
Unterhalb des Gipfels liegen die Täler Roztokatal, konkret sein Hängetal Buchental, im Osten und Seealmtal (Dolina Gąsienicowa), konkret sein Hängetal Dolina Czarna Gąsienicowa, im Westen. Dem Massiv vorgelagert ist der Gipfel Mittlerer Sieczka-Turm (Pośrednia Sieczkowa Turnia).

## Etymologie
Der polnische Name Skrajna Sieczkowa Turnia lässt sich als Äußerer Sieczka-Turm übersetzen. 

## Flora und Fauna
Trotz seiner Höhe besitzt der Vorderer Sieczka-Turm eine bunte Flora und Fauna. Es treten zahlreiche Pflanzenarten auf, insbesondere hochalpine Blumen und Gräser. Neben Insekten und Weichtieren sowie Raubvögeln besuchen auch Murmeltiere und Gämsen den Gipfel.

## Tourismus
Der Vorderer Sieczka-Turm ist bei Wanderern und Kletterern beliebt. Er liegt auf dem Höhenweg Orla Perć. 

### Routen zum Gipfel
Der Höhenweg Orla Perć führt über den Vorderen Sieczka-Turm vom Bergpass Riegelscharte (Zawrat) zum Bergpass Kreuzsattel (Krzyżne).
- ▬ Ein rot markierter Wanderweg führt vom Kasprowy Wierch über die Gipfel Beskid und Mittlerer Turm (Pośrednia Turnia) sowie die Bergpässe Liliensattel und Seealmjoch auf die Seealmspitze (Świnica) und weiter zum Höhenweg Orla Perć, der beim Bergpass Zawrat beginnt. Als Ausgangspunkt für eine Besteigung aus den Tälern eignen sich die Berghütten Schronisko PTTK Murowaniec sowie Schronisko PTTK w Dolinie Pięciu Stawów Polskich.

## Belege
- Zofia Radwańska-Paryska, Witold Henryk Paryski: Wielka encyklopedia tatrzańska. Poronin, Wyd. Górskie, 2004, ISBN 83-7104-009-1.
- Tatry Wysokie słowackie i polskie. Mapa turystyczna 1:25.000, Warszawa, 2005/06, Polkart, ISBN 83-87873-26-8.